# Środki dydaktyczne
Środki dydaktyczne (środki kształcenia) – to wszelkiego rodzaju przedmioty oddziałujące na zmysły uczniów, których zadaniem jest ułatwienie poznawania rzeczywistości. Skracają i urozmaicają proces nauczania, wywołując wrażenia i spostrzeżenia, będące tworzywem pozwalającym w krótszym czasie przekazać więcej wiadomości.
Najstarszym i najczęściej używanym środkiem dydaktycznym jest tablica szkolna.
Podział środków dydaktycznych:
- Środki naturalne takie jak okazy z otoczenia przyrodniczego, kulturowego, społecznego, które bezpośrednio przedstawiają rzeczywistość

- Środki techniczne, które pokazują rzeczywistość w sposób pośredni:
  - wzrokowe:
    - tablica szkolna
    - przeźrocza
    - film
    - rysunki
    - fotografie
    - ilustracje z czasopism, folderów itp.

  - słuchowe:
    - nagrania magnetofonowe, płytowe
    - audycje radiowe

  - wzrokowo słuchowe:
    - programy telewizyjne
    - multimedialne programy komputerowe

  - automatyzujące:
    - maszyny dydaktyczne
    - komputery
    - fantomy i modele (np. do wykonywania iniekcji, resuscytacji).

- Środki symboliczne, przedstawiające rzeczywistość za pomocą słowa żywego i drukowanego (w tym podręcznik szkolny), znaków, rysunków technicznych, grafów, map.

## Literatura
- Dostál, J. Education technology and senses in learning (Učební pomůcky a zásada názornosti.) Olomouc, EU: Votobia, 2008. 40 s. ISBN 978-80-7220-310-9.